# Māchekeh-ye Pā'īn
Māchekeh-ye Pā'īn (persiska: ماچِكِۀ سُفلَى, ماچگِۀ سُفلَى, ماچگِۀ پائين, ماچكِۀ سُفلَى, مَچكِۀ پائين, ماچکه پائین, Māchekeh-ye Soflá, Māchekeh-ye Pā’īn) är en ort i Iran.   Den ligger i provinsen Kurdistan, i den nordvästra delen av landet, 400 km väster om huvudstaden Teheran. Māchekeh-ye Pā'īn ligger 1 933 meter över havet och antalet invånare är 285.
Terrängen runt Māchekeh-ye Pā'īn är kuperad västerut, men österut är den platt. Terrängen runt Māchekeh-ye Pā'īn sluttar norrut.Runt Māchekeh-ye Pā'īn är det ganska tätbefolkat, med 58 invånare per kvadratkilometer. Närmaste större samhälle är Mīrakī, 11,2 km sydost om Māchekeh-ye Pā'īn. Trakten runt Māchekeh-ye Pā'īn består i huvudsak av gräsmarker.